# Kazuya Maeda
Kazuya Maeda (Wakayama, 8 september 1982) is een Japans voetballer.

## Carrière
Kazuya Maeda speelde tussen 2005 en 2010 voor Cerezo Osaka. Hij tekende in 2010 bij Montedio Yamagata.